# Martin Hansson

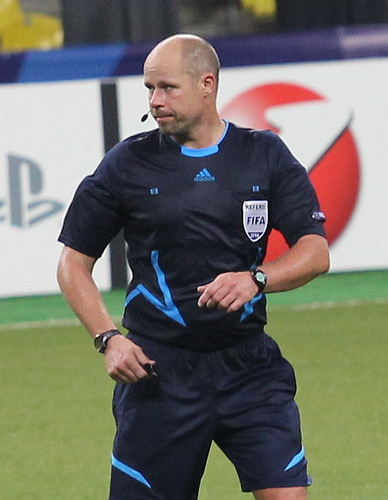
Martin Hansson

Martin Hansson (Holmsjö, 6 april 1971) is een Zweeds voetbalscheidsrechter. Hansson woont in Holmsjö, zijn geboorteplaats. Hij is in dienst van de FIFA sinds 2001. Hansson werkt als een brandweerman en spreekt vloeiend Zweeds, Engels en Duits. Zijn hobby's zijn jagen en vissen.

## Levensloop
Hansson begon met het scheidsrechteren toen hij vijftien jaar was. Op 30-jarige leeftijd haalde hij zijn FIFA-badge. Hij werd geselecteerd als scheidsrechter voor het WK onder 20, waar hij de wedstrijd tussen Argentinië en de Tsjechische Republiek floot op 30 juni 2007, hij floot eveneens de wedstrijd tussen de VS en Polen. Hansson was ook official bij de finale tussen Nederland en Oekraïne op het EK onder 21 in Portugal.
Hansson debuteerde in 1999 als scheidsrechter in de Allsvenskan en in 2001 in internationale competities als de UEFA Cup en de UEFA Champions League. Hansson was in 2009 scheidsrechter van de finale in de Confederations Cup. Brazilië won deze wedstrijd van de Verenigde Staten.
Hansson was voorgeselecteerd als scheidsrechter voor het Wereldkampioenschap voetbal 2010. Hij maakte echter in de play-offs van de kwalificatie, tijdens het beslissende duel tussen Frankrijk en Ierland, een fout. Hansson zag een handsbal van aanvaller Thierry Henry, de inleiding tot de beslissende gelijkmaker, over het hoofd, waardoor Hansson niet werd aangesteld als scheidsrechter op het hoofdtoernooi. Hij was in Zuid-Afrika wel actief als vierde official.

## Interlands
| Datum             | Wedstrijd                   | Uitslag | Competitie              | Kreeg geel | Kreeg voor de tweede keer geel en dus rood | Weggestuurd |
| ----------------- | --------------------------- | ------- | ----------------------- | ---------- | ------------------------------------------ | ----------- |
| 29 maart 2003     | Estland – Canada            | 2 – 1   | Vriendschappelijk       | 0          | 0                                          | 0           |
| 27 mei 2004       | Noorwegen – Wales           | 0 – 0   | Vriendschappelijk       | 1          | 0                                          | 0           |
| 4 juni 2005       | Wit-Rusland – Slovenië      | 1 – 1   | WK-kwalificatie         | 4          | 0                                          | 0           |
| 7 september 2005  | Tsjechië – Armenië          | 4 – 1   | WK-kwalificatie         | 2          | 0                                          | 0           |
| 12 oktober 2005   | Wales – Azerbeidzjan        | 2 – 0   | WK-kwalificatie         | 2          | 0                                          | 0           |
| 2 september 2006  | Italië – Litouwen           | 1 – 1   | EK-kwalificatie         | 4          | 0                                          | 0           |
| 11 oktober 2006   | Oekraïne – Schotland        | 2 – 0   | EK-kwalificatie         | 4          | 0                                          | 1           |
| 2 juni 2007       | België – Portugal           | 1 – 2   | EK-kwalificatie         | 4          | 0                                          | 1           |
| 12 september 2007 | Engeland – Rusland          | 3 – 0   | EK-kwalificatie         | 1          | 0                                          | 0           |
| 13 oktober 2007   | Ierland – Duitsland         | 0 – 0   | EK-kwalificatie         | 5          | 0                                          | 0           |
| 17 november 2007  | Nederland – Luxemburg       | 1 – 0   | EK-kwalificatie         | 1          | 0                                          | 0           |
| 26 maart 2008     | Oostenrijk – Nederland      | 3 – 4   | Vriendschappelijk       | 1          | 0                                          | 0           |
| 20 augustus 2008  | Denemarken – Spanje         | 0 – 3   | Vriendschappelijk       | 2          | 0                                          | 0           |
| 6 september 2008  | Israël – Zwitserland        | 2 – 2   | WK-kwalificatie         | 3          | 0                                          | 0           |
| 28 maart 2009     | Noord-Ierland – Polen       | 3 – 2   | WK-kwalificatie         | 4          | 0                                          | 0           |
| 14 oktober 2009   | Turkije – Armenië           | 2 – 0   | WK-kwalificatie         | 5          | 1                                          | 0           |
| 18 juni 2009      | Egypte – Italië             | 1 – 0   | FIFA Confederations Cup | 3          | 0                                          | 0           |
| 28 juni 2009      | Verenigde Staten – Brazilië | 2 – 3   | FIFA Confederations Cup | 4          | 0                                          | 0           |
| 14 november 2009  | Denemarken – Zuid-Korea     | 0 – 0   | Vriendschappelijk       | 1          | 0                                          | 0           |
| 18 november 2009  | Frankrijk – Ierland         | 1 – 1   | WK-kwalificatie         | 6          | 0                                          | 0           |
| 12 oktober 2010   | Griekenland – Israël        | 2 – 1   | EK-kwalificatie         | 3          | 0                                          | 0           |
| 11 oktober 2012   | Brazilië – Irak             | 6 – 0   | Vriendschappelijk       | 1          | 0                                          | 0           |
| 16 oktober 2012   | Albanië – Slovenië          | 1 – 0   | WK-kwalificatie         | 7          | 0                                          | 0           |

## Statistieken
| Seizoen | Competitie  | Duels | Kaarten    | Kaarten                                    | Kaarten     |
| Seizoen | Competitie  | Duels | Kreeg geel | Kreeg voor de tweede keer geel en dus rood | Weggestuurd |
| ------- | ----------- | ----- | ---------- | ------------------------------------------ | ----------- |
| 2007    | Allsvenskan | 16    | 61         | 3                                          | 1           |
| 2008    | Allsvenskan | 24    | 68         | 3                                          | 1           |
| 2009    | Allsvenskan | 17    | 56         | 1                                          | 5           |
| 2010    | Allsvenskan | 27    | 72         | 1                                          | 4           |
| 2011    | Allsvenskan | 26    | 75         | 1                                          | 5           |
| 2012    | Allsvenskan | 25    | 66         | 1                                          | 1           |
| 2013    | Allsvenskan | 23    | 54         | 2                                          | 3           |
| 2014    | Allsvenskan | 20    | 43         | 1                                          | 1           |
| 2015    | Allsvenskan | 7     | 23         | 0                                          | 0           |